# Stachlige Zwergwelse
Die Stachligen Zwergwelse sind eine Gattung (Scoloplax) und Familie (Scoloplacidae) aus der Ordnung der Welsartigen (Siluriformes). Sie kommt mit sechs Arten in Südamerika im Amazonas, Rio Tocantins, Río Paraná und Río Paraguay  vor.

## Merkmale
Stachlige Zwergwelse sind kleine, höchstens 20 Millimeter lange Fische. Ihr Kopf ist flach und breit mit den Augen auf der Oberseite und einem kleinen, leicht unterständigen Maul. Barteln sitzen an Ober- und Unterkiefer und der Schläfe. Zwischen den Nasenlöchern liegt eine Rostralplatte mit zahlreichen nach hinten gebogenen Hautzähnchen, die die stachligen Zwergwelse von allen anderen Welsartigen unterscheidet. Der Körper ist gestreckt und relativ schlank mit doppelten Hautzähnchen-tragenden Knochenplattenreihen von der Rückenflosse und der Afterflosse bis zur Schwanzflosse sowie einer fünften solchen Reihe vom Anus bis zur Afterflosse. Hautzähnchen können auch am sonstigen Körper auftreten und sitzen auch an den Hartstrahlen der Brust- und Rückenflosse. Die Männchen sind kleiner als die Weibchen und weisen eine fleischige Klappe am Kiemendeckel auf. Die Weibchen haben eine große, sackartige Geschlechtspapille.
Die Rückenflosse weist einen kräftigen, glatten Hartstrahl und drei bis fünf verzweigte Weichstrahlen auf, die kurze Afterflosse einen verdickten, unverzweigten und vier oder fünf verzweigte Weichstrahlen. Die Brustflossen weisen einen kräftigen Hartstrahl und drei bis vier verzweigte Weichstrahlen auf. Die Schwanzflosse hat zehn bis zwölf primäre Strahlen. Eine Fettflosse fehlt.

## Lebensweise
Stachlige Zwergwelse sind nachtaktiv und verstecken sich tagsüber in Blattresten oder zwischen Wasserpflanzen am Grund von Seen, Teichen und vegetationsreichen Flüssen. Dabei ist die gezähnte Rostralplatte möglicherweise beim Halten der Position behilflich. Eine Luftatmung über den modifizierten Verdauungstrakt ist wahrscheinlich möglich und könnte beim Überleben in den sauerstoffarmen Flachwasserbereichen nützlich sein.

## Systematik
Es sind sechs Arten der Stachligen Zwergwelse beschrieben worden:
- Scoloplax baileyi Rocha et al., 2012[3]
- Scoloplax baskini Rocha, de Oliviera, Py-Daniel, 2008
- Scoloplax dicra Bailey, Baskin, 1976
- Scoloplax distolothrix Schaefer, Weitzman, Britski, 1989
- Scoloplax dolicholophia Schaefer, Weitzman, Britski, 1989
- Scoloplax empousa Schaefer, Weitzman, Britski, 1989